# Polybotrya latisquamosa
Polybotrya latisquamosa är en träjonväxtart som beskrevs av Robbin C. Moran. Polybotrya latisquamosa ingår i släktet Polybotrya och familjen Dryopteridaceae. Inga underarter finns listade.